# Flora Lusitanica
Flora Lusitanica (abreviado Fl. Lusit.) es un libro ilustrado con descripciones botánicas que fue editado por el botánico, briólogo y micólogo portugués Félix de Avelar Brotero. Fue publicado en dos volúmenes en los años 1804 y 1805, con el nombre de Flora Lusitanica, seu Plantarum, quae in Lusitania vel Sponte Crescunt....